# Luigi Schiavone
Luigi Schiavone (Roma, 8 settembre 1959) è un chitarrista, compositore, arrangiatore e cantante italiano.

## Biografia
Noto principalmente al grande pubblico per il sodalizio artistico formato dal 1981 al 2017 insieme ad Enrico Ruggeri, un arco di tempo nel quale scrive la musica di indimenticabili successi tra cui: “Quello che le donne non dicono” interpretato da Fiorella Mannoia, brano vincitore del premio della critica al Festival di Sanremo nel 1987, “I dubbi dell’amore”, “Inevitabilmente – Lettera dal carcere “ brano inserito nella colonna sonora del film del 1993 “Caro diario“ di Nanni Moretti, entrambi interpretati sempre dalla Mannoia, e la canzone “Polvere” cantata proprio da Enrico Ruggeri (interprete ed autore del testo) arrivata al secondo posto del Festivalbar nel 1983. Scrive inoltre per altri artisti: Loredana Bertè, Anna Oxa, Giusy Ferreri, Fiordaliso e Gianni Morandi. Quest’ultimo, insieme a Umberto Tozzi e Ruggeri, interpreterà “La canzone della verità” (Ruggeri-Schiavone), lato B del singolo “Si può dare di più”, canzone vincitrice del Festival di Sanremo 1987.
Luigi Schiavone compone anche , insieme ad Alberto Rocchetti, la musica della canzone "Volti nella noia”, con la quale nel 1985 partecipa al Festival di Sanremo nella categoria “giovani”, accompagnando come chitarrista gli Champagne Molotov, un complesso musicale che, pur essendo nato come gruppo spalla di Ruggeri, è anche protagonista di una carriera professionale in proprio. 
Sempre negli anni 80’, entra a far parte della Nazionale di calcio cantanti, (140 presenze) dimostrando la sua passione per lo sport e il suo impegno per la beneficenza. 
Chitarrista “storico” di Enrico Ruggeri, negli anni ha sviluppato una tecnica sopraffina, unita ad uno stile unico e del tutto riconoscibile, divenendo di fatto uno dei chitarristi più famosi in Italia. Nel 1993, per la prima volta nella storia del festival di Sanremo, viene aggiunto all’orchestra per accompagnare Ruggeri nel brano “Mistero” che vinse quell’edizione.
Musicista esordiente negli anni ’70 con la band Kaos Rock , incide due 45 giri e l'album “W.W. 3” pubblicati dalla casa discografica Cramps Records di Milano, mentre dagli anni ’80 in poi, come professionista, partecipa ad innumerevoli tournée e sessioni di registrazioni, affiancando grandi artisti come Marco Masini, Gianna Nannini (è sua la chitarra presente nella canzone “Meravigliosa creatura” del 1995), Ale & Franz (suona nel loro spettacolo intitolato “Nel nostro piccolo“ omaggio a Giorgio Gaber ed Enzo Jannacci). 
E ancora, Luigi Schiavone collabora con Pino Scotto in “Progetto Sinergia”, il secondo album da solista del famoso rocker italiano, è il chitarrista in “Tear down these houses”, un brano con il testo scritto da Skin (leader della band londinese Skunk Anansie) per la colonna sonora del film “Parlami d’amore” di Silvio Muccino, e inoltre compare tra i favolosi chitarristi nello spettacolo “La notte delle chitarre” insieme a Maurizio Solieri, Cesareo, Ricky Portera, Max Cottafavi, Luca Colombo, Mario Schilirò, Giuseppe Scarpato, Alberto Radius, Enrico Zapparoli, “Bicio” Leo ed altri.
Nel 1997 fonda la nota band Riff/Raff tributo agli AC/DC (Edo Arlenghi alla voce, Fortunato Saccà al basso, Antonello Saviozzi alla chitarra e Luca Marroncelli alla batteria) con la quale si esibisce per alcuni anni.
 Nel 2010, dopo anni di collaborazione, la Schecter, prestigioso marchio di chitarre, tramite il distributore Gold Music commercializza per il mercato italiano un modello di chitarra elettrica su specifiche dello stesso Luigi denominato “LS-1”. 
Dal 2018 è legato al marchio Ibanez. 
Cantautore, compositore e arrangiatore, fin dagli anni ’90 affianca alle sue attività già in essere, un nuovo e proficuo dinamismo, coronato dalla pubblicazione come solista di ben tre album: “La spina nel fianco” (1991) e “Animale”(1993), entrambi pubblicati dalla casa discografica CGD, e “III” (1997) pubblicato dalla Merak Music. 
Nel 2010 compone il suo primo album completamente strumentale “16 Steps to the sky” (Videoradio/Rai Trade), a cui segue, nel 2017, l’uscita di “A-Nova”
(Anyway Music). 
Nel 2019 esce il suo sesto album, il terzo strumentale, intitolato "Be positive" prodotto nuovamente da Beppe Aleo fondatore e direttore dall'etichetta discografica VIDEORADIO.
 Ad oggi Luigi Schiavone collabora come chitarrista turnista con alcuni gruppi di livello nazionale e continua la sua attività di compositore ed arrangiatore di alto livello.

## Discografia da solista
- 1991 - La spina nel fianco
- 1993 - Animale
- 1997 - III
- 2011 - 16 Steps to the Sky
- 2017 - A-Nova
- 2019 - Be positive